# Robert Watson Grimmer
Pour les articles homonymes, voir Grimmer.
Robert Watson Grimmer (1866 - 1948) est un marchand et un homme politique canadien du Nouveau-Brunswick.

## Biographie
Robert Watson Grimmer naît le 25 octobre 1866 à Saint-Stephen, au Nouveau-Brunswick.
Sa carrière politique commence en 1906, lorsqu'il devient conseiller municipal de Saint-Stephen, puis maire de 1908 à 1909. Il se lance ensuite en politique provinciale en étant élu à l'Assemblée législative du Nouveau-Brunswick le 5 février 1905 comme député du Comté de Charlotte. Il devient ensuite député fédéral conservateur de la circonscription de Charlotte à la Chambre des communes le 6 décembre 1921 et est réélu en 1925 et 1926.
Il meurt le 4 novembre 1948.